# Bretagne Classic Ouest-France 2024
La Bretagne Classic Ouest-France 2024, ottantottesima edizione della corsa e valevole come ventisettesima prova dell'UCI World Tour 2024 categoria 1.UWT, si svolse il 25 agosto 2024 su un percorso di 259,8 km, con partenza e arrivo a Plouay, in Francia. La vittoria fu appannaggio dello svizzero Marc Hirschi, il quale completò il percorso in 6h09'35", alla media di 42,177 km/h, precedendo il francese Paul Magnier e il danese Magnus Cort Nielsen.
Sul traguardo di Plouay 129 ciclisti, dei 166 partiti dalla medesima località, portarono a termine la manifestazione.

## Squadre e corridori partecipanti
| N.      | Cod. | Squadra                   |
| ------- | ---- | ------------------------- |
| 1-7     | GFC  | Groupama-FDJ              |
| 11-17   | TEN  | TotalEnergies             |
| 21-27   | UAD  | UAE Team Emirates         |
| 31-37   | LTD  | Lotto Dstny               |
| 41-47   | TVL  | Team Visma-Lease a Bike   |
| 51-57   | RBH  | Red Bull-Bora-Hansgrohe   |
| 61-67   | IGD  | Ineos Grenadiers          |
| 71-77   | EFE  | EF Education-EasyPost     |
| 81-87   | JAY  | Team Jayco AlUla          |
| 91-97   | IPT  | Israel-Premier Tech       |
| 101-107 | DFP  | Team DSM-Firmenich PostNL |
| 111-117 | ARK  | Arkéa-B&B Hotels          |

| N.      | Cod. | Squadra                         |
| ------- | ---- | ------------------------------- |
| 121-127 | MOV  | Movistar Team                   |
| 131-137 | LTK  | Lidl-Trek                       |
| 141-147 | IWA  | Intermarché-Wanty               |
| 151-157 | COF  | Cofidis                         |
| 161-167 | DAT  | Decathlon AG2R La Mondiale Team |
| 171-177 | AST  | Astana Qazaqstan Team           |
| 181-187 | SOQ  | Soudal Quick-Step               |
| 191-197 | TBV  | Bahrain Victorious              |
| 201-207 | ADC  | Alpecin-Deceuninck              |
| 211-217 | UXM  | Uno-X Mobility                  |
| 221-227 | BBH  | Burgos-BH                       |
| 231-237 | EUS  | Euskaltel-Euskadi               |

## Ordine d'arrivo (Top 10)
| Pos. | Corridore           | Squadra     | Tempo    |
| ---- | ------------------- | ----------- | -------- |
| 1    | Marc Hirschi        | UAE         | 6h09'35" |
| 2    | Paul Magnier        | Soudal      | a 1"     |
| 3    | Magnus Cort Nielsen | Uno-X       | s.t.     |
| 4    | Arnaud De Lie       | Lotto       | s.t.     |
| 5    | Thibau Nys          | Lidl        | s.t.     |
| 6    | Dorian Godon        | Decathlon   | s.t.     |
| 7    | Michael Matthews    | Jayco       | s.t.     |
| 8    | Thibaud Gruel       | Groupama    | s.t.     |
| 9    | Clément Venturini   | Arkéa       | s.t.     |
| 10   | Hugo Page           | Intermarché | s.t.     |